# 西大路 (新竹市)
西大路（Xida Rd.）是位於臺灣新竹市西北-東南向的市區道路，長約2.72公里。東以食品路為界，接寶山路；西至和平路，為日治時期開闢的市街東西南北四條環市道路之一。因位於市街西側，故名西大路。

## 沿經行政區域
(由東至西)
- 東區
- 北區

## 車道配置
(由東至西)
- 食品路－南大路：雙向各二車道
- 西大路地下道(不含道邊平面道路)：雙向各一車道，並各設有一機慢車專用道
- 林森路－經國路二段：雙向各二車道
- 經國路二段－和平路：雙向各一車道

## 沿線設施
(由東至西)
- 華南銀行大眾分行（118號）
- 陽信銀行林森分行（109號）
- 遠東百貨新竹大遠百（323號）
- 楊氏節孝坊
- 新竹市立幼兒園 （页面存档备份，存于）（508號）
- 新竹市立棒球場（559號）
- 新竹市北區民富國民小學（561號）
- 凱基商業銀行新竹分行（645號）
- 新竹市消防局暨第一大隊竹光分隊（679號）
- 新竹市私立磐石高級中學（683號）
- 中華郵政新竹文雅郵局 （页面存档备份，存于）（竹光路218號）